# Winfield (Tennessee)
Pour les articles homonymes, voir Winfield.
Winfield est une ville du comté de Scott dans le Tennessee, aux États-Unis.